# Campionato mondiale cadetti di scherma 2003
Il Campionato mondiale cadetti di scherma del 2003 ("2003 World Cadets Fencing Championships") è stato organizzato dalla Federazione internazionale della scherma e si è svolto a Trapani in Italia dal 4 al 13 aprile.
Nel fioretto, si sono aggiudicati i titoli del campionato mondiale il bielorusso Aljaksandr Čaliankov, che ha battuto in finale l'italiano Alessandro Meringolo, e la statunitense Emily Cross che ha avuto la meglio sulla russa Yulia Rashidova.
Nella spada il rumeno Radu Andrei ha battuto in finale il tedesco Steffen Launer, ottenendo il titolo mondiale cadetti maschile, mentre tra le donne la russa Daria Zharova ha superato la francese Isabelle Pegliasco.
Nella sciabola l'ucraino Dmytro Boyko prevale sull'italiano Claudio Ceci, mentre l'ucraina Olena Khomrova ha battuto la brasiliana Elora Pataro.

## Podi

### Uomini
| Specialità  | Oro                  | Argento              | Bronzo                           |
| Individuali |                      |                      |                                  |
| Fioretto    | Aljaksandr Čaliankov | Alessandro Meringolo | Konrad Pietrusiak Maksim Zasorin |
| Spada       | Radu Andrei          | Steffen Launer       | Anton Avdeev Jung-Ho Hwang       |
| Sciabola    | Dmytro Bojko         | Claudio Ceci         | Csanád Gémesi Jevhen Maksimov    |

### Donne
| Specialità  | Oro            | Argento            | Bronzo                                        |
| Individuali |                |                    |                                               |
| Fioretto    | Emily Cross    | Julija Rašidova    | Julie Huin Aida Šanaeva                       |
| Spada       | Dar'ja Žarova  | Isabelle Pegliasco | Magdalena Piekarska-Twardochel Jana Šemjakina |
| Sciabola    | Olena Chomrova | Elora Pataro       | Baptiste Audrey Jean Dóra Varga               |

## Medagliere
| Pos.   | Nazione       | Oro | Argento | Bronzo | Totale |
| ------ | ------------- | --- | ------- | ------ | ------ |
| 1      | Ucraina       | 2   | 0       | 2      | 4      |
| 2      | Russia        | 1   | 1       | 3      | 5      |
| 3      | Stati Uniti   | 1   | 0       | 0      | 1      |
| 3      | Romania       | 1   | 0       | 0      | 1      |
| 3      | Bielorussia   | 1   | 0       | 0      | 1      |
| 6      | Italia        | 0   | 2       | 0      | 2      |
| 7      | Francia       | 0   | 1       | 2      | 3      |
| 8      | Germania      | 0   | 1       | 0      | 1      |
| 8      | Brasile       | 0   | 1       | 0      | 1      |
| 10     | Ungheria      | 0   | 0       | 2      | 2      |
| 10     | Polonia       | 0   | 0       | 2      | 2      |
| 12     | Corea del Sud | 0   | 0       | 1      | 1      |
| Totale | Totale        | 6   | 6       | 12     | 24     |